# Ye Jiangchuan
Ye Jiangchuan (kinesiska: 葉江川), född 20 november 1960 i Wuxi i Jiangsu, är en kinesisk stormästare i schack, och har varit en av Kinas mest framgångsrika spelare i modern tid. 1993 blev han Kinas tredje stormästare i schack, efter Ye Rongguang och Xie Jun.

## Karriär
Ye lärde sig att spela schack vid 17 års ålder, och 20 år gammal blev han landsmästare i Kina. Han har vunnit Kinesiska schackmästerskapen sju gånger (1981, 1984, 1986, 1987, 1989, 1994, 1996). Han blev tilldelad titeln stormästare (GM) 1993, då han var 33 år gammal.
Ye har representerat Kina ett flertal gånger i Schack-OS och flera andra mästerskap i Asien. Har platsat fyra gånger i Asia Team Champions. Hans bästa lagresultat i en olympiad var 1998 i Elista i Ryssland, där hans lag kom på femte plats.
Ye var mästare i Dato Tan Chin Nam Cup 1995 och 1999, och delad mästare i samma cup 2001. Han nådde den fjärde ronden (9:e–16:e plats) i Fide World Championship 2001, där han slogs ut av den ukrainske stormästaren Vasyl Ivantjuk. Han nådde även kvartsfinalerna i Fide World Cup 2000 och 2002.
På nyårsafton den 31 december 2000 slog Ye världsrekord, då han spelade mot 1004 motståndare på samma gång under Chinese Chess New Century Festival i Tianyuan.
2003 spelade Ye för första gången mot nioåriga Hou Yifan, och blev förvånad att hon kunde utpeka nästan alla hans svaga drag. Då Hou Yifan blev antagen till National Chess Center i Peking 2004 var Ye hennes lärare, tillsammans med Yu Shaoteng.

### Tiden som huvudcoach
Ye spelar numera mindre frekvent, sedan han år 2000 blivit huvudcoach för Kinas landslag (både herrar och damer). Hans högsta placering på världsrankingen var plats 17 i oktober 2000, och han var konstant i topp 25 från 2000–04.

## Kinesiska schackligan
Ye Jiangchuan spelar för Beijings schackklubb i China Chess League (CCL).